# The Monster Show
The Monsterican Show este album înregistrat de Lordi.

## Track list
1. "Threatrical Trailer"
2. "Bring It On"
3. "Blood Red Sandman"
4. "My Heaven Is Your Hell"
5. "Would You Love a Monsterman?"
6. "Devil Is a Loser"
7. "Icon of Dominance"
8. "The Children of the Night"
9. "Shotgun Divorce"
10. "Forsaken Fashion Dolls"
11. "Wake the Snake"
12. "Rock the Hell Outta You"